# Gilltorp (noordelijk deel)
Gilltorp (noordelijk deel) (Zweeds: Gilltorp (Norra delen)) is een småort in de gemeente Stenungsund in het landschap Bohuslän en de provincie Västra Götalands län in Zweden. Het småort heeft 59 inwoners (2005) en een oppervlakte van 11 hectare. Het småort bestaat uit het noordelijke deel van de plaats Gilltorp. Het småort wordt omringd door zowel landbouwgrond en bos als rotsachtig gebied, ook loopt de Europese weg 6 vlak langs het småort. De plaats Stenungsund ligt zo'n tien kilometer ten noorden van Gilltorp (noordelijk deel).